# 带纹隙蛛
带纹隙蛛（学名：Coelotes infulatus）为暗蛛科隙蛛属的动物。在中国大陆，分布于浙江等地。该物种的模式产地在浙江天目山。